# Żydowska Siła
Żydowska Siła (hebr. ‏עוצמה יהודית‎, Ocma Jehudit) – radykalnie prawicowa, kahanistyczna partia izraelska. Jej członkami jest wielu uczniów Me’ira Kahanego oraz działaczy jego partii Kach. Ugrupowanie funkcjonowało wcześniej jako Siła Izraela (Ocma le-Jisra’el).

## Powstanie partii
Żydowska Siła, pod nazwą Siła Izraela (Ocma le-Jisra’el) powstała w 2012 roku jako wspólna inicjatywa Micha’ela Ben-Ariego (Erec Jisra’el Szelanu) i Arjego Eldada (Ha-Tikwa), którzy do osiemnastego Knesetu dostali się z listy Unii Narodowej. 19 listopada opuścili oni macierzyste ugrupowanie zakładając osobną, dwuosobową frakcję parlamentarną, która przetrwała do końca kadencji osiemnastego Knesetu. Obaj politycy chcieli stworzyć „ideologiczną prawicę” jeszcze przed wyborami w 2013 roku. Już wtedy członkami i aktywistami partii zostali Baruch Marzel czy Itamar Ben-Gwir, którzy swoimi poglądami byli bliscy Me’irowi Kahanemu. Uznano, że na prawicy zapanowała próżnia, a partie tzw. „obozu narodowego” rozmyły się w poglądach i stały się uległe wobec Arabów. Baruch Marzel i Ben-Ari uznali też, że nowe ugrupowanie będzie stanowiło przeciwwagę dla polityków partii arabskich. Powstanie Żydowskiej Siły odebrano jako dzielenie i osłabianie izraelskiej prawicy, co mogłoby wpłynąć niekorzystnie na wyniki zbliżających się wyborów.
Już wtedy politycy Żydowskiej Siły głosili potrzebę aneksji Judei i Samarii i sprzeciwiali się powstaniu państwa palestyńskiego. Partia domagała się anulowania porozumień z Oslo i przejęcia kontroli nad Wzgórzem Świątynnym. Na slogan ugrupowania wybrano bez obowiązków nie ma praw, co miało uderzać w społeczność izraelskich Arabów.

## Program polityczny
Opracowano na podstawie programu na stronie internetowej ugrupowania.
- Izrael jest państwem żydowskim,
- Edukacja powinna być oparta na miłości do Ziemi Izraela, Ludu Izraela oraz powinna promować tradycyjne wartości judaizmu,
- Prawo izraelskie powinno zawierać także prawo hebrajskie, czyli aspekty halachy odnoszące się m.in. do praw własności, umów, prawa międzynarodowego, prawa krajowego, zasad sprzedaży, czy praw własności,
- Osadnictwo żydowskie we wszystkich częściach i alija powinny stać się głównymi wartościami Państwa Izrael,
- Powinno się przywrócić żydowską zwierzchność nad Wzgórzem Świątynnym, miejscem do którego prawa nabył król Dawid,
- Izrael powinien prowadzić bezwzględną walkę ze swoimi wrogami. Partia wyklucza wszelkie ustępstwa, negocjacje i programy wymiany więźniów,
- Państwo Izrael powinno prowadzić aktywną politykę wydalania wszystkich osób będących wrogo nastawionych do Izraela, powinno przeciwstawiać się polityce łączenia rodzin palestyńskich oraz powinno przeciwdziałać nielegalnej emigracji,
- Nie można krępować działań Sił Obronnych Izraela prawem międzynarodowym, czy działalnością organizacji pozarządowych,
- Państwo powinno zwalczać aborcję i umacniać rodzinę jako najwyższą wartość społeczną,
- Promowanie tzw. „żydowskiego kapitalizmu”, czyli połączenia kapitalizmu, deregulacji rynkowej z wartościami judaizmu dotyczącymi opieki nad potrzebującymi i starszymi.

## Wybory parlamentarne

### Wybory w 2013
W 2013 roku partia otrzymała 66 775 głosów, co dało rezultat 1,8% i nie zdołała przekroczyć progu wyborczego.

### Wybory w 2015
Początkowo Ben-Ari uznał, że w wyborach w 2015 roku partia wystartuje samodzielnie. Działacze orzekli, że na prawicy izraelskiej pojawiła się próżnia ideologiczna w wyniku uległości wobec społeczności arabskiej. Uznano za niedorzeczne i sprzeczne z ideologią religijnego syjonizmu wstrzymywanie rozwoju osadnictwa na Zachodnim Brzegu. W opublikowanym programie zapisano: „ci na prawicy głosują na Żydowską Siłę! Autonomia? Dwa państwa? Od tego jest Merec. Jedno państwo – Żydowska Siła!”. Hasło miało odwoływać się do jednopaństwowego rozwiązania konfliktu. Ben-Ari chciał w ten sposób wyśmiać pomysł Naftalego Bennetta z Żydowskiego Domu żeby Palestyńczykom ze Strefy A i B na Zachodnim Brzegu przydzielić autonomię.
Mimo początkowych zapowiedzi, Żydowska Siła postanowiła utworzyć wspólną listę do Knesetu z Jachad – ha-Am Itanu Eliego Jiszaja. Wówczas sondaże dawały wspólnej liście nawet siedem miejsc w parlamencie. Osiągnięcie porozumienia nie było jednak łatwe. Żydowska Siła musiała zgodzić się tylko na start Barucha Marzela i to z czwartego miejsca na liście. Start Micha’ela Ben-Ariego wykluczono. Dodatkowo politycy Żydowskiej Siły musieli obiecać, że nie wejdą na Wzgórze Świątynne w trakcie kampanii wyborczej, chyba że duchowy autorytet partii Jachad – rabin Me’ir Mazuz – zadecyduje inaczej. Powstała lista miała reprezentować wspólne interesy Żydów ortodoksyjnych i narodowo-religijnych i była „przymierzem tych, którzy przestrzegają przykazań Tory Izraela, Ziemi Izraela i Ludu Izraela”. Jednak w wyborach wspólna lista Jachad i Żydowskiej Siły otrzymała 3% głosów i nie zdołała przekroczyć progu wyborczego, który wynosił już 3,25%.

### Wybory w 2019
W 2018 roku Żydowska Siła ogłosiła start w wyborach, które miały odbyć się w kwietniu 2019 roku. Micha’el Ben-Ari powiedział, iż partia weźmie w nich udział w celu obrony opuszczonych przez rząd rodzin z Galilei i południa Izraela oraz w celu walki z nielegalną imigracją z Afryki. Swojego błogosławieństwa i wsparcia partii udzielił rabin Dow Lior. W związku z tym, że głównym przeciwnikiem Likudu w tych wyborach był Beni Ganc, którego ugrupowanie Niebiesko-Biali, osiągało podobne wyniki w sondażach jak partia Netanjahu, premier Izraela zaapelował do przywódców Żydowskiego Domu (już bez Bennetta, który stworzył nowe ugrupowanie Nowa Prawica), Unii Narodowej i Żydowskiej Siły o stworzenie koalicji wyborczej religijnego syjonizmu, mogącej zebrać większą ilość głosów razem niż osobno. Pozwoliłoby to na stworzenie silnej i pewnej koalicji prawicowej po ewentualnym zwycięstwie Likudu. W imię jedności apelował także narodowo-religijny portal internetowy Srugim, który opublikował grafikę nawołującą Becalela Smotricza, Rafiego Pereca i Ben-Ariego do stworzenia jednego bloku, ponieważ osobny start każdej partii mógłby doprowadzić do osłabienia obozu religijnego syjonizmu. Podobne apele pojawiały się na stronach powiązanego ze środowiskami narodowo-religijnymi tygodnika Be-Szewa. Presja środowisk zaowocowała wspólnymi rozmowami Unii Narodowej z Żydowskim Domem, które zakończyły się sukcesem i ogłoszeniem wspólnego startu. W międzyczasie Żydowska Siła przeciwna była wspólnej liście twierdząc, że Unia Narodowa chce zyskać więcej głosów, ale nie wprowadzi polityków Żydowskiej Siły do Knesetu.
Po jakimś czasie Żydowska Siła zasiadła do ponownych rozmów z Żydowskim Domem i Unią Narodową. W rezultacie wszystkie strony doszły do porozumienia. Zgodzono się, że 5. i 8. miejsce na wspólnej liście Unii Partii Prawicowych przypadnie Itamarowi Ben-Gwirowi i Micha’elowi Ben-Ariemu. Decyzja o dopuszczeniu Żydowskiej Siły została zaakceptowana dodatkowo przez Komitet Centralny Żydowskiego Domu. W marcu 2019 roku izraelska komisja wyborcza zaakceptowała start Żydowskiej Siły w wyborach do Knesetu. Wcześniej w Knesecie oddalono głosami Likudu, Żydowskiego Domu, Nowej Prawicy, Zjednoczonego Judaizmu Tory, Naszego Domu Izrael i Szasu propozycję zablokowania możliwości startu partii. Mimo to Prokurator Generalny Izraela wyraził zastrzeżenia wobec możliwości startu w przypadku osoby Micha’ela Ben-Ariego. 17 marca 2019 roku, na wniosek prokuratora, Sąd Najwyższy Izraela rozpatrzył kwestię kandydatury Ben-Ariego. W rezultacie zapadła decyzja, która uniemożliwiła jego start w wyborach ze względu na jego wcześniejsze rasistowskie wypowiedzi w stosunku do Arabów. Takich wątpliwości nie było w przypadku Itamara Ben-Gewira, któremu pozwolono na start z wspólnej listy Unii Partii Prawicowych.
W wyborach Unia Partii Prawicowych, na którą formalnie składały się Żydowska Siła, Żydowski Dom i Unia Narodowa, zajęła 8 miejsce zdobywając 159 303 głosów (3,7%), co przełożyło się na 5 mandatów w Knesecie XXI kadencji. Ben-Gwirowi nie udało się zatem zdobyć mandatu. Mimo to Perec i Smotricz liczyli na otrzymanie w ramach rozmów koalicyjnych dwóch ministerstw, co w myśl tzw. „prawa norweskiego” pozwoliłoby ugrupowaniu na wprowadzenie w ich miejsce do Knesetu dwóch kolejnych polityków z listy. Dzięki temu Ben Gwir mógłby liczyć na miejsce w Knesecie.
30 maja 2019 roku minął czas dany Netanjahu na sformowanie nowego rządu. Ogłoszono rozwiązanie Knesetu i rozpisanie nowych wyborów parlamentarnych na 17 września 2019 roku. Politycy Żydowskiego Domu wyrazili wątpliwości, czy w kolejnych wyborach Żydowska Siła będzie brana pod uwagę na wspólnej liście.

### Kampania i wybory we wrześniu 2019
W związku z próbą zmarginalizowania Żydowskiej Siły w ramach Unii Partii Prawicowych Itamar Ben-Gwir i Micha’el Ben Ari zdecydowali się nie czekać na dalsze ustalenia koalicyjne pomiędzy Żydowskim Domem i Unią Narodową. Oskarżyli oni Smotricza i Pereca o nierespektowanie umowy i odłączyli się od Zjednoczonej Prawicy. Na początku lipca doszło do spotkania między działaczami Żydowskiej Siły a stojącym na czele jesziwy Har ha-Mor rabinem Cwim Tauem. Wcześniej wyraził on poparcie dla wspólnej listy Jachad Eliego Jiszaja i Żydowskiej Siły. Należy nadmienić, że sam Tau powołał do życia nową partię religijnego syjonizmu nazwaną No’am. 28 lipca partia potwierdziła wspólny start z partią rabina Taua, jednocześnie opuszczając Unię Partii Prawicowych. 31 lipca ogłoszono, że kandydatami partii w wyborach zostaną Itamar Ben-Gwir oraz Baruch Marzel. Jednak 1 sierpnia partia poinformowała, że stworzy samodzielną listę, ponieważ No’am wystawiła kandydata niereligijnego. Oto pięć pierwszych miejsc partyjnej listy:
| 1. Itamar Ben-Gwir 2. Baruch Marzel 3. Adwa Biton 4. Icchak Waserlauf 5. Ben Cijjon Gufsztajn |

25 sierpnia Sąd Najwyższy Izraela zablokował start Barucha Marzela i Ben Cijjona Gufsztajna z listy Żydowskiej Siły. Swoją decyzję uzasadnił tym, że obaj wygłaszali rasistowskie opinie wobec Arabów. Sąd zablokował petycję mającą w podobny sposób zaskarżyć lidera listy Itamara Ben-Gwira. Na drugie miejsce przesunięto Adwę Biton, na trzecie miejsce Jicchaka Waserlaufa, na czwarte Dawida Kuperszmidta, a na piąte Jicchaka Kroizera.
W ostatecznym rezultacie partia uzyskała 83 609 głosów (1,88%) i nie przekroczyła progu wyborczego.

### Wybory w 2020
20 grudnia 2019 roku liderzy Żydowskiego Domu i Żydowskiej Siły ogłosili utworzenie wspólnej listy wyborczej do wyborów w marcu 2020 roku. Decyzja ta została skrytykowana przez Unię Narodową, która nie została uwzględniona w negocjacjach. Nowa lista otrzymała nazwę Zjednoczony Żydowski Dom. Jednak pod wpływem silnej krytyki ze strony swojej partii i nacisków ze strony Nowej Prawicy i Unii Narodowej Rafi Perec postanowił zerwać umowę wyborczą z Żydowską Siłą i przystąpił do Jaminy. Wobec tego faktu Żydowska Siła ogłosiła samodzielny start w wyborach.

### Wybory w 2021
3 lutego 2021 roku Becalel Smotricz z Syjonizmu Religijnego podpisał porozumienie o utworzeniu wspólnej listy w nadchodzących wyborach z Żydowską Siłą i No’am. Zgodnie z umową żydowska Siła ma otrzymać miejsca numer 3 i 6.

## Wyniki wyborcze
| Kneset/Wybory | Liczba głosów | Rezultat w % | Liczba miejsc w Knesecie | Posłowie                    | Uwagi |
| ------------- | ------------- | ------------ | ------------------------ | --------------------------- | --- |
| 18. Kneset    | -             | -            | 2/120                    | Micha’el Ben-Ari Arje Eldad | obaj odłączyli się od Unii Narodowej w trakcie kadencji                                                                      |
| 2013          | 66 775        | 1,8%         | 0/120                    |                             | Partia startowała jeszcze jako Ocma le-Jisra’el                                                                              |
| 2015          | 125 158       | 3,0%         | 0/120                    |                             | Partia startowała ze wspólnej listy z Jachad                                                                                 |
| IV.2019       | 159 468       | 3,7%         | 0/120                    |                             | Partia startowała z listy Unii Partii Prawicowych. Lista zdobyła 5 mandatów, ale Żydowska Siła nie wprowadziła żadnego posła |
| IX.2019       | 83 609        | 1,88%        | 0/120                    |                             | |
| 2020          | 19 402        | 0,42%        | 0/120                    |                             | |
| 2021          | 225 641       | 5,12%        | 1/120                    | Itamar Ben-Gwir             | Partia startowała razem z Unią Narodową-Tkumą i No’amem ze wspólnej listy o nazwie Religijny Syjonizm                        |